# Rerum Omnium Perturbationem
La encíclica Rerum Omnium Perturbationem del Papa Pío XI, promulgada el 26 de enero de 1923, fue escrita con motivo del III Centenario de la muerte de San Francisco de Sales, que el Papa declara patrón de periodistas y operadores de comunicación.

## San Francisco de Sales
Francisco de Sales (1567-1622), hijo de familia noble -su padre era Señor de Sales- estudio en las universidades de la Sorbona, donde recibió una completa formación humanística, y Padua, en la que estudió derecho. Orientado desde su adolescencia hacia el sacerdocio fue en 1592 Francisco cuando reafirmó su voluntad de ordenarse. El año siguiente recibió la ordenación sacerdotal. Enseguida se ofreció al arzobispo de Ginebra para predicar en la región de Chablais, donde se había extendido del calvinismo; allí realizó una dura tarea evangelizadora en la que a su predicación oral añadió sus escritos profusamente difundidos entre el pueblo a través de hojas sueltas.
En 1602 fue consagrado obispo y nombrado obispo coadjutor de Ginebra. Su labor pastoral se caracterizó por un fuerte celo por la salvación de las almas, junto con una gran dulzura en el trato con todos, tanto en el gobierno como en la atención de los fieles que se confiaban a su dirección espiritual. Entre sus escritos destacan la Introducción a la vida devota y el Tratado del amor de Dios. Fundó, con la colaboración de Santa Juana Francisca de Chantal, la Orden de la Visitación de Nuestra Señora.
Fue beatificado el 28 de diciembre de 1661 y canonizado el 16 de abril de 1665 por el papa Alejandro VII; y declarado Doctor de la Iglesia por Pío IX el 16 de noviembre de 1877. Pío XI, mediante esta encíclica le nombró patrón de los periodistas.

## Contenido de la encíclica
Rerum omnium perturbationem, quae nunc adest, cum proxime in Encyclicis Litteris, y  consideraremus medendi gratia, vidimus in ipsis hominum animis inhaerere malum, eiusque sanationem tum demum sperari posse si Iesu Christi medica per Ecclesiam sanctam manus invocetur
Examinando en nuestra reciente encíclica el modo de remediar la perturbación en la que se encuentra el mundo, vimos su raíz en la misma alma de los hombres, y la única esperanza de curación en el recurso a a la medicina de Jesucristo al través de la santa Iglesia
Comienzo de la encíclica

### Común llamada a la santidad
Con estas palabras introduce el papa la encíclica indicando enseguida que el único remedio para restaurar la paz en el mundo es la santidad a la que la Iglesia llama a todos. Pues solo cuanto todos tengan la intención de cumplir sus deberes, la sociedad mejorará de inmediato.
Una invitación a la santidad que se actualiza cuando propone a la imitación de los fieles la vida de los santos que ya están en el cielo; pues a todos los cristianos se dirige San Pablo cuanto escribe: "Esta es la voluntad de Dios, vuestra santificación". Recuerda el papa la conmemoración el año anterior del tercer centenario de la canonización de cinco grandes santos - Ignacio de Loyola, Francisco Javier, Felipe Neri, Teresa de Jesús e Isidro Labrador-, y que este año se celebrará el tercer centenario de al muerte de Francisco de Sales. Benedicto XV anunció su deseo de escribir una encíclica a propósito de esa celebración; el papa explica que recogiendo ese deseo como una herenciaes ha escrito esta encíclica.

### Francisco de Sales, modelo de vida
Pío XI recoge en la encíclica unos trazos de la vida y apostolado de Francisco de Sales, mostrando sobre todo cómo aunaba en su comportamiento un espíritu de mansedumbre y dulzura en el trato con un gran celo por las almas, sobriedad de vida y fortaleza en al defensa de los derechos de la Iglesia. Así, 

Cualquiera que estudie detenidamente la vida de Sales encontrará que, desde sus primeros años, fue un modelo de santidad que no era severo y triste, sino amable y accesible a todos, pudiendo decir con toda verdad sobre él: Su conversación no tiene nada de amargura, ni vivir con él da aburrimiento, sino alegría y alegría
Encíclica Rerum ominium perturbationem, AAS vol. XV, p. 51.

Expone brevemente su labor evangelizadora en la región de Chablais, en la que con tenacidad y humildad supo atraer a la fe a muchos cristianos que habían sido atraídos por el calvinismo; para ello escribió repartió un buen número de folletos en los que defendía la autoridad del papa como garante de la verdad.

### Las enseñanzas de sus escritos
Comentando los escritos del santo, la encíclica se refiere especialmente a su Filotea y al Tratado del amor de Dios. Del primero, conocido en español como Introducción a la vida devota, se destaca el modo en que Francisco de Sales expone la piedad, bien distinta de la aspereza, haciéndola así atrayente y mostrando cómo es alcanzable por todos,

con esto quiere mostrar cómo la santidad es perfectamente compatible con todo oficio y condición de la vida civil, y cómo en medio del mundo todos pueden seguir un camino adecuado para la salvación del alma, siempre que se permanezca inmune al espíritu mundano.
Encíclica Rerum ominium perturbationem, AAS vol. XV, p. 55.

En todo caso destaca la encíclica el mayor relieve e importancia que tiene su Tratado del amor de Dios, en el expone la historia del amor de Dios, sus orígenes y avances, las causas de su posible debilitamiento y el modo de ajrecitarse y progresar en ese amor. Los principios de la vida espiritual contenidos en esos dos libros son utilizaba en su ministerio sacerdotal, y que refleja en sus Cartas; y los que aplicó en el gobierno la Orden de la Visitación.

### Celebración y frutos de su tercer centenario
El papa pide en la encíclica a los Obispos, que cuiden la celebración de este centenario, y que durante todo el año, hasta el 28 de diciembre, día en que marchó al cielo San Francisco se instruya a ls fieles sobre las virtudes y enseñanzas del santo Doctor, recordándoles que deben practicar la santidad propia del estado de cada uno y haciéndoles ver que 

que la santidad de la vida no es un privilegio de unos pocos, con exclusión de los demás, sino suerte y deber común de todos; que la adquisición de las virtudes, aunque es trabajosa -encuentra también merecido premio en el consuelo del alma y en las comodidades de todo tipo que la acompañan-, también es posible para todos por ayuda de la gracia divina, que a nadie es negada.
Encíclica Rerum ominium perturbationem, AAS vol. XV, p. 59.

### Francisco de Sales patrón de los periodistas
Es deseo del papa que en estas celebraciones participen todos los católicos que promueven y defienden la doctrina cristiana en la prensa y otros escritos; señalando para ellos varios consejos, y entre ellos los que siguen:
- "No corrompan la verdad ni la desvirtúen, con el pretexto de no herir al adversario”.
- "Cuiden la forma y la belleza del idioma”.
- "Presenten sus pensamientos con expresión tan luminosa y agradable que torne gustosa la verdad para sus lectores”.
- "Sepan rechazar los errores y oponerse a la improbidad de los malvados en tal forma que eche bien de ver su recta intención y el espíritu de caridad que los anima”

Con este motivo, el papa declara solemnemente a San Francisco de Sales, 

Y como no consta que Sales haya sido declarado como Patrón de los escritores católicos con un documento público y solemne de esta Sede Apostólica, Nosotros, aprovechando esta favorable ocasión, con un conocimiento cierto y tras madura deliberación, con Nuestra autoridad apostólica nombramos o confirmamos, y declaramos, a través de esta Encíclica, a San Francisco de Sales, obispo de Ginebra y Doctor de la Iglesia, Patrono celestial de todos ellos, sin que obste cualquier cosa en contrario.
Encíclica Rerum ominium perturbationem, AAS vol. XV, p. 61.

Concluye el papa, como es habitual en las encíclicas, impartiendo la Bendición Apostólica a los obispos, a quienes se dirige su escrito, a su clero y a todo su pueblo.